# Y Moan
Đây là một tên người Ê Đê; họ tên được viết theo thứ tự tên trước, họ sau: họ là Ênuôl.
Nghệ sĩ nhân dân Y Moan (6 tháng 9 năm 1957 – 1 tháng 10 năm 2010) là một nhạc sĩ, ca sĩ Việt Nam. Giọng ca của ông đã được đông đảo công chúng đón nhận và đạt nhiều giải thưởng cao khu vực và toàn quốc và được phong tặng danh hiệu Nghệ sĩ Nhân dân vào ngày 16 tháng 9 năm 2010. Ngoài ra, ông cũng nhận được 1 đề cử cho giải Cống hiến.

## Sự nghiệp
Y Moan tên đầy đủ là Y Moan Êñuôl, tên thật là Y Bliêo, sinh ngày 6 tháng 9 năm 1957 tại buôn M'Đrắk (nay là huyện M'Drắk, Đắk Lắk) trong một gia đình dân tộc Ê Đê, sau chuyển về sinh sống tại buôn Dhă, xã Lạc Giao, thành phố Buôn Ma Thuột, tỉnh Đắk Lắk. Nhà nghèo, cuối lớp 6 ông phải bỏ học để giúp cha mẹ làm nương rẫy.
Năm 1975, khi 18 tuổi, ông được tuyển vào Đoàn văn công giải phóng Đắk Lắk, làm quen dần với âm nhạc chính thống và nhanh chóng trở thành một ca sĩ hát chính của Đoàn. Năm 1976, ông đoạt huy chương vàng tại hội diễn ca múa nhạc toàn quốc.
Năm 1979, ông vào học ở Nhạc viện Hà Nội. Tại đây, nhạc sĩ Nguyễn Cường đã phát hiện ra tài năng của Y Moan và bồi dưỡng cho ông. Sau đó, Y Moan cũng đã tiếp tục được tu nghiệp tại Bulgaria, Đức, Nga, Hungary, Romania.
Năm 1981, Sở Văn hóa – Thông tin Đắk Lắk mời nhạc sĩ Nguyễn Cường vào Đắk Lắk để sáng tác các ca khúc cho tỉnh và đây cũng được coi như một bước ngoặt lớn đưa sự nghiệp của Y Moan lên đến đỉnh cao. Tên tuổi của Y Moan được khẳng định từ đây, không chỉ trong phạm vi cộng đồng các buôn làng Tây nguyên mà còn đưa Tây nguyên đến với công chúng Việt Nam và một số nước trên thế giới.
Ông thành công với các nhạc sĩ sáng tác phong cách Tây Nguyên như: Trần Tiến, Nguyễn Cường, Y Phôn Ksor, Mạnh Trí, Linh Nga, Đức Hùng, Quang Dũng, Vũ Lân, Sĩ Hùng... Những ca khúc của Nguyễn Cường được Y Moan biểu diễn rất thành công như "Ơi M'Đrắk", "Ly cà phê Ban Mê", "Anh muốn sống bên em trọn đời",...
Y Moan đã từng biểu diễn ở nhiều nước như Trung Quốc, Triều Tiên, Hàn Quốc, Thái Lan, Đức, Ba Lan, Tiệp Khắc, Pháp, v.v...
Không chỉ ca hát, ông còn sáng tác nhiều bài hát về Tây Nguyên, như Bài ca quê hương, Đi chơi với gió.
Năm 1997, Y Moan được Nhà nước Việt Nam phong tặng danh hiệu Nghệ sĩ Ưu tú, ngày 4 tháng 8 năm 2010 (khoảng 2 tháng trước khi ông mất), ông được phong tặng danh hiệu Nghệ sĩ Nhân dân vì những đóng góp cho sự nghiệp âm nhạc. Ông mất ngày 1 tháng 10 năm 2010 tại Buôn Ma Thuột bởi căn bệnh ung thư dạ dày, hưởng dương 53 tuổi.

### Gắn bó với quê hương
Y Moan cả một đời gắn trọn và yêu thương mảnh đất Tây Nguyên, không bao giờ chịu xa rời nó. Ông vẫn sống cùng gia đình trong một ngôi nhà của buôn làng Tây Nguyên vừa ca hát, vừa làm cà phê. Ông có lần phát biểu cảm nghĩ:
| “        | Cuộc đời tôi vừa được ca hát, vừa trồng cà phê, vừa được sống giữa núi rừng, sống với thiên nhiên. Người ta vẫn hỏi tôi, tại sao không dời nhà về thành phố, tại sao không đi diễn nhiều, tại sao không làm kinh tế, câu trả lời của tôi rất giản dị, tôi yêu cuộc sống ở cao nguyên, tôi yêu thiên nhiên quê mình, tôi thích cách sống như vậy, và dù không biết đó có phải là lựa chọn đúng hay không, nhưng tôi không bao giờ hối hận về sự lựa chọn của mình. | ” |
| — Y Moan | |   |

Đời thường, Y Moan là một người nông dân thực thụ. Hàng ngày, ông vẫn lên nương, lên rẫy và dạy cho con em biết đàn, biết hát.

## Các ca khúc thành công
- Nhạc sĩ Nguyễn Cường
  - Ơi M'Drak
  - Ly cà phê Ban Mê
  - Xôn xang mênh mang cao nguyên
  - H'Zen (H'Ren) lên rẫy
  - Thênh thênh ọ ơi
  - Còn thương nhau thì về Buôn Ma Thuột
- Nhạc sĩ Y Phôn Ksor
  - Đi tìm lời ru nữ thần mặt trời
  - Đôi chân trần
- Nhạc sĩ Y Sơn Niê
  - Hoa suối
- Nhạc sĩ Trần Tiến
  - Giấc mơ Chapi

## Đánh giá
| “                                          | "Y Moan đã cống hiến xuất sắc cho sự nghiệp văn hoá của tỉnh nhà. Không chỉ phục vụ cho đồng bào các dân tộc trong tỉnh mà anh còn mang tiếng hát đến với đồng bào cả nước, đến với bạn bè quốc tế, để đồng bào cả nước và bạn bè quốc tế hiểu thêm về Tây Nguyên, yêu mến Tây Nguyên hơn. Anh chính là "cánh chim phí bay ngang qua bầu trời" | ” |
| — Y Dhăm Ênuôl - Phó Chủ tịch tỉnh Đắc Lắc | |   |

| “           | "Không biết cao nguyên 100, 200 năm nữa có ai như Y Moan – tiếng hát đặc biệt, hoàn toàn của rừng già." | ” |
| — Trần Tiến | |   |

| “              | "Y Moan là một giọng hát độc nhất vô nhị." | ” |
| — Nguyễn Cường |                                            |   |

## Giải thưởng và danh hiệu
- Huy chương Vàng Liên hoan ca múa nhạc chuyên nghiệp toàn quốc tại Quy Nhơn (1977)
- Huy chương Bạc Hội diễn ca múa nhạc toàn quốc tại Hà Nội (1980)
- Giải Nhì liên hoan ca múa nhạc toàn quốc tại Hà Nội (1983)
- Huy chương Vàng Hội diễn ca múa nhạc toàn quốc (1985)
- Giải Ca sĩ xuất sắc tại Hội diễn ca nhạc nhẹ tại Nha Trang (1989)
- Giải nhì Cuộc thi đơn ca nhạc nhẹ toàn quốc (1991)
- Huy chương vàng Hội thi ca múa nhạc dân tộc (1992)
- Huy chương vàng Hội diễn ca múa nhạc toàn quốc tại Đà Nẵng (1995)
- Phong tặng danh hiệu Nghệ sĩ ưu tú (1997)
- Huy chương vàng Liên hoan ca múa nhạc chuyên nghiệp các tỉnh miền Trung – Tây Nguyên (2002)
- Huy chương vàng hội diễn ca múa nhạc toàn quốc tại TP. Hồ Chí Minh (2005)
- Huy chương Vì sự nghiệp văn hóa Việt Nam (Bộ Văn hóa – Thông tin tặng năm 2000)
- Huy chương Vì sự nghiệp âm nhạc (2010)
- Đề cử Giải Cống hiến Album của năm cho "Ngọn lửa cao nguyên" (2010)
- Phong tặng danh hiệu Nghệ sĩ Nhân dân (2010)

## Gia đình
Năm 1979, Y Moan cưới một cô gái cùng đoàn nghệ thuật, người gốc Bắc là Nguyễn Thị Minh Ngẫu.
Hai ông bà có với nhau hai người con trai và một người con gái: Y Vol Ênuôl (sinh 1980) là con trai đầu lòng, Y Garia Ênuôl (sinh 1983) là con trai thứ hai và H'Dresden Ênuôl (sinh 1992) là con gái út. Trong đó hai người con trai của ông đã và đang nối tiếp con đường nghệ thuật của ông.